# トランスヴァール共和国

南アフリカ共和国
Zuid-Afrikaansche Republiek（オランダ語）

国歌: "Transvaalse Volkslied" （オランダ語）
トランスヴァール国歌

トランスヴァール共和国の位置（1890年）

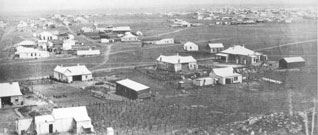
1896年のヨハネスブルク

トランスヴァール共和国（トランスヴァールきょうわこく、オランダ語: Transvaal Republiek、英語: Transvaal Republic）、正式名称南アフリカ共和国（みなみアフリカきょうわこく、オランダ語: Zuid-Afrikaansche Republiek、英語: South African Republic）は、バール川の北側（現在の南アフリカ北部）にて、1852年にボーア人が建国し、1902年まで存在した共和国。首都は、プレトリア。
「トランスヴァール」は、「Trans（向こう側）+ Vaal River（バール川）」で「ヴァール川（バール川）の向こう側」を意味する。また、「ヴァール」・「トランスヴァール」は、英語での発音に基づいた日本語表記であり、オランダ語・アフリカーンス語での発音に忠実な表記では、それぞれ「ファール」・「トランスファール」となる。

## 歴史

### 成立までの経緯
1830年代より、イギリス領ケープ植民地のオランダ系移民（ボーア人）が、イギリス統治への反発などから、内陸への集団移動を開始させた（グレート・トレック）。その結果、ヴァール川の北方（トランスヴァール）にボーア人が拠点を築くことになった。ケープ植民地との武力闘争を経て、1852年にサンド・リバー協定が成立し、トランスヴァール共和国が成立した。

### 成立当初
独立後の課題の一つに、内陸国で海への出口を持たないことがあった。そのためデラゴア湾周辺に勢力拡大を図ったが、これはイギリスの反対にあって実現しなかった。この一件を背景として、初代大統領のマルティヌス・プレトリウスは失脚に追い込まれた。1877年、一時的にイギリスによって併合されるが、ボーア人は抵抗を続け1881年のプレトリア協定で独立を回復させた（このことを第一次ボーア戦争と称し、1899年から1902年にかけての戦争を第二次ボーア戦争と称することもある）。

### 金鉱発見と繁栄
1886年、豊富な金の鉱脈がヨハネスブルグの近郊で発見されたことが、トランスヴァール共和国にとって大きな転機となった。財政難のため開発は外資の都合に左右された。1891年にはセシル・ローズの要求で保有する鉄道の終点をケープ植民地に移した。翌年からはロスチャイルドが起債交渉を始め、1894年にはポルトガル領東アフリカ（現在のモザンビーク）の港湾都市ロレンソ・マルケス（現在のマプート）に至る鉄道が開通した。また、翌年にはナタールのダーバンとも鉄道で結ばれた。

### ボーア戦争とその後
しかし、こうした急速な繁栄は、当初よりトランスヴァール進出を企図していたイギリスの帝国主義的野心を強めさせることになった。1895年のリンダー・スター・ジェームソンとその私兵らによる「ジェームソン侵入事件」（ジェームソン・レイド）はその一例であり、ついに1899年よりイギリスの帝国主義的侵略戦争であるボーア戦争が開始された。ボーア人は各地でゲリラ的抵抗を続けイギリスを苦しめたが、1902年に敗戦してトランスヴァール共和国は滅亡し、イギリスの直轄植民地「トランスヴァール植民地」とされた。戦争中、金の生産量は10分の1以下にまで低下したほか、焦土戦術に伴う農地の荒廃もひどく、トランスヴァール経済に大きな打撃を与えた。
しかし、イギリスはボーア人との関係改善を図り、1905年にはボーア人農民を勢力基盤とする人民党の成立を認めた。1906年に自治政府が樹立され、1910年に成立した南アフリカ連邦を構成する州の一つ「トランスヴァール州」となった。短期間で経済復興も進められ、鉄道網もさらに整備された。
アパルトヘイト終結後の1994年に行われた州の再編により、東部は東トランスヴァール州（ムプマランガ州）、北部は北トランスヴァール州（リンポポ州）、西部は隣接するケープ州北東部地域と合併して北西州、ヨハネスブルグおよびプレトリアを含む南部はハウテン州に分割された。

1928年から1994年まで使用された、南アフリカ連邦及び南アフリカ共和国の国旗。
内側に並んだ3つの旗のうち、右側がトランスヴァール共和国の国旗。
中央はオレンジ自由国の国旗、左側はイギリスの国旗。

なお、1927年から1994年までの南アフリカの国旗では、中央部右側にトランスヴァール共和国の国旗があしらわれていた。